# Imotski
Imotski je mestece s približno 4.000 prebivalci (2021; 2011 še skoraj 5.000) in občina s statusom mesta (hrv. Grad Imotski) z nekaj več kot 9.000 prebivalci (2021; 10 let prej skoraj 11.000) na Hrvaškem (v neposredni bližini bosansko-hercegovske meje) in upravno spada pod Splitsko-dalmatinsko županijo. Poleg Imotskega obsega še naselja Gornji in Donji Vinjani, Glavina Donja in Gornja ter Medvidovića Draga.
V bližini so znamenita Imotska jezera (Modro jezero, Rdeče jezero, Prokljansko blato itd.).

## Demografija
| Pregled števila prebivalcev po letih | Pregled števila prebivalcev po letih | Pregled števila prebivalcev po letih | Pregled števila prebivalcev po letih | Pregled števila prebivalcev po letih | Pregled števila prebivalcev po letih | Pregled števila prebivalcev po letih | Pregled števila prebivalcev po letih | Pregled števila prebivalcev po letih | Pregled števila prebivalcev po letih | Pregled števila prebivalcev po letih | Pregled števila prebivalcev po letih | Pregled števila prebivalcev po letih | Pregled števila prebivalcev po letih | Pregled števila prebivalcev po letih |      |      |
| ------------------------------------ | ------------------------------------ | ------------------------------------ | ------------------------------------ | ------------------------------------ | ------------------------------------ | ------------------------------------ | ------------------------------------ | ------------------------------------ | ------------------------------------ | ------------------------------------ | ------------------------------------ | ------------------------------------ | ------------------------------------ | ------------------------------------ | ---- | ---- |
| 1857                                 | 1869                                 | 1880                                 | 1890                                 | 1900                                 | 1910                                 | 1921                                 | 1931                                 | 1948                                 | 1953                                 | 1961                                 | 1971                                 | 1981                                 | 1991                                 | 2001                                 | 2011 | 2021 |
| 871                                  | 1954                                 | 1182                                 | 1331                                 | 1446                                 | 1511                                 | 1697                                 | 1457                                 | 1701                                 | 1808                                 | 1874                                 | 2422                                 | 3234                                 | 4000                                 | 4347                                 | 4757 | 4008 |